# Bernard Kamungo
Bernard Kamungo (Kasulu, 1 de enero de 2002) es un futbolista tanzano, nacionalizado estadounidense, que juega en la demarcación de extremo para el FC Dallas de la Major League Soccer.

## Selección nacional
Tras jugar en las categorías inferiores de la selección, finalmente hizo su debut con la selección absoluta de Estados Unidos el 20 de enero de 2024 contra Eslovenia en un partido amistoso que finalizó con un resultado de 0-1 a favor del combinado esloveno tras un gol de Nejc Gradišar.

## Clubes
| Club           | País           | Año       | Partidos | Goles |
| -------------- | -------------- | --------- | -------- | ----- |
| North Texas SC | Estados Unidos | 2021-2023 | 52       | 22    |
| FC Dallas      | Estados Unidos | 2022-     | 25       | 8     |